# Anomalochrysa montana
Anomalochrysa montana är en insektsart som beskrevs av Blackburn 1884. Anomalochrysa montana ingår i släktet Anomalochrysa och familjen guldögonsländor. Inga underarter finns listade i Catalogue of Life.